# Lithocarpus ombrophilus
Lithocarpus ombrophilus är en bokväxtart som beskrevs av Aimée Antoinette Camus. Lithocarpus ombrophilus ingår i släktet Lithocarpus och familjen bokväxter. Inga underarter finns listade.